# Tivoli-Kraftwerk
Das Tivoli-Kraftwerk ist ein denkmalgeschütztes Wasserkraftwerk am Eisbach in München. Es liegt im nördlichen Teil des Englischen Gartens in der Nähe der Gyßlingstraße.

## Geschichte und technische Daten
Das in den Jahren 1895/96 gebaute Kraftwerk lieferte von 1896 bis 1931 Strom für die Lokomotiven- und Maschinenfabrik J.A. Maffei, die 1838 von Joseph Anton von Maffei in der Hirschau gebaut wurde. Mit der Zusammenführung von Maffei und der Lokomotivfabrik Krauss & Comp. zu Krauss-Maffei wurde die Produktion nach Allach verlegt und das Kraftwerk stillgelegt.
1896 war die Leistung noch bescheiden: „drei Turbinen, zwei unterschlächtige Wasserräder und eine Dampfmaschine erzeugten an die 300 Pferdestärken“.
1901 wurden drei Francis-Turbinen mit einer maximalen Leistung von je 330 PS, gesamt ca. 727 kW, installiert, die die alten Einrichtungen ersetzten. „Der Eisbach lieferte damals fast 22 Kubikmeter Wasser in der Sekunde, die Fallhöhe betrug 4,3 Meter. Es wurde außerdem eine Dampfreserve in der Kraftzentrale aufgestellt, die aus drei, von Maffei konstruierten, stehenden Verbund-Tandem-Dampfmaschinen von je 330 effektiven Pferdestärken bestand.“
Im Herbst 1948 wurde das Kraftwerk von der Tivoli-Kunstmühle AG wieder in Betrieb genommen, die den erzeugten Strom für den Betrieb der etwa 1.000 Meter südlich gelegenen Getreidemühle nutzte. Seitdem trägt es auch den Namen Tivoli-Kraftwerk. Der Name leitet sich vom Stadtviertel Tivoli ab.
Am 31. März 1969 stellte die Tivoli-Kunstmühle ihren Mühlbetrieb ein. Der vom Kraftwerk erzeugte Strom wird seitdem in das öffentliche Stromnetz eingespeist.
1985 erfolgte der Eintrag in die Denkmalschutzliste der Stadt München „Ehemaliges Wasser- und Dampfkraftwerk der Maffei-Eisenwerke, 1896 errichtet, um 1900 ausgebaut; Blankziegelbau, die zweigieblige Turbinenhalle den Eisbach überbrückend, anliegend die Kesselhalle, die ursprüngliche Maschineneinrichtung teilweise erhalten.“
Im Sommer 1986 wurde das Kraftwerk nach einer Modernisierung und Renovierung wieder in Betrieb genommen. Dabei wurden zwei der alten Turbinen durch neue, kleinere, aber leistungsfähigere ersetzt. Die maximale Leistung pro Turbine beträgt jetzt 450 kW (ca. 620 PS), die maximale Durchflussmenge liegt bei 12,5 Kubikmetern pro Sekunde und Turbine. Als maximale Fallhöhe sind 4,5 Meter vorgesehen. Eine der alten Turbinen und der Leitstand wurden erhalten. Die Turbine und der zugehörige Generator sind noch funktionsfähig, werden aber nur gelegentlich zu Demonstrationszwecken betrieben. Die anderen beiden Turbinen stehen in einem Museum.